# Mashad de Sayyida Ruqayya
El màixhad de sayyida Ruqayya (àrab: مـشـهـد الـسـيـدة رقـيـة, maxhad as-sayyīda Ruqayya) és un dels monuments fatimites més importants del conjunt arquitectònic conegut com a Caire Històric, al Caire (Egipte), declarat Patrimoni de la Humanitat per la UNESCO. Porta el número 273 del catàleg de monuments islàmics gestionat pel Supreme Council of the Antiquities. Està situat a l'antiga necròpolis de la ciutat fatimita, al sud de la mesquita d'Ibn Tulun.

## Història

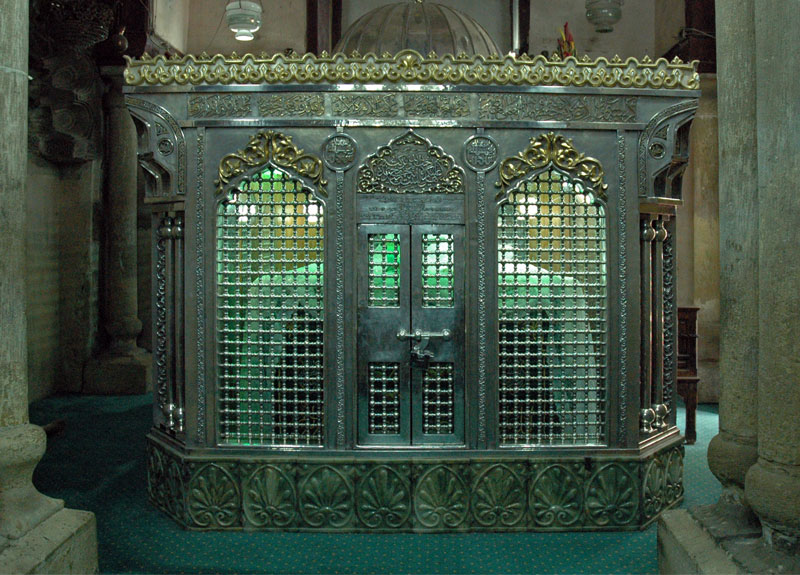
La tomba amb la reixa d'argent

Ruqayya era una de les filles d'Alí, gendre i cosí de Mahoma, ja que s'havia casat amb la seva filla Fàtima. Tanmateix, Ruqayya no era filla d'aquesta esposa, sinó d'una altra esposa d'Alí. La tradició diu que Ruqayya i la seva germanastra Zainab es traslladaren al Caire, però hom no té constància documental d'aquest fet i es considera aquest edifici un màixhad, és a dir una capella funerària, més que una tomba o mausoleu.
No s'ha de confondre aquest edifici amb el mausoleu de sayyida Ruqayya de Damasc, dedicat a una neta d'Alí, filla de l'imam al-Hussayn, i neboda d'aquesta Ruqayya.
El màixhad de Ruqayya és considerat un lloc sagrat i centre d'atracció dels devots que s'hi atansen per demanar la seva intercessió. Hom li atribueix intervencions miraculoses. L'edifici es va aixecar el 1133 i es va restaurar al segle xix i començament del xx.

## L'edifici

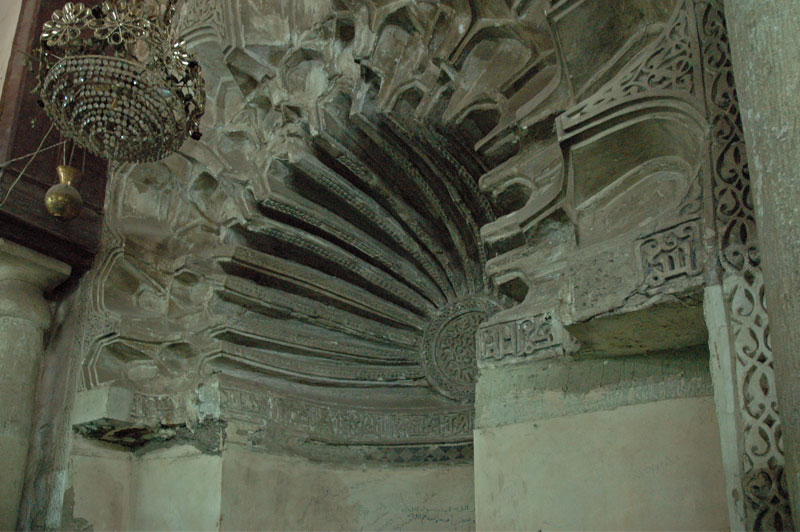
Mihrab fatimita

Es tracta d'una construcció de reduïdes dimensions precedida d'un porxo. L'interior està ocupat per la tomba de Ruqayya recoberta per una reixa d'argent. Antigament la reixa era de fusta però es va traslladar a la tomba de sayyida Nafissa, també tenia un mihrab portàtil de fusta però tampoc es conserva aquí, ara és al Museu Islàmic de la mateixa ciutat. Als costats d'aquest cos central hi ha dues cambres que també tenen el seu mihrab.

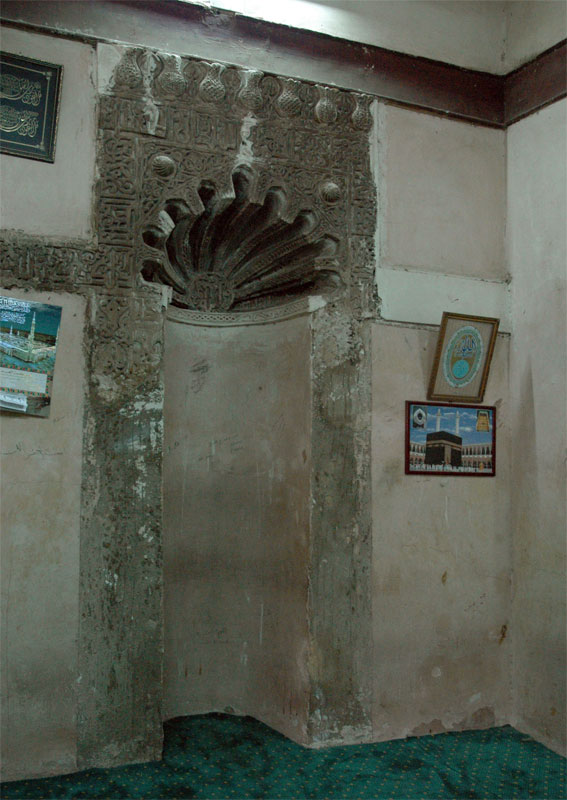
Mihrab lateral

Són interessants els mihrabs d'època fatimita tancats per un arc esplèndidament decorat, inspirat en la porta de la mesquita d'al-Àqmar. Tot i que presenten decoració similar, el mihrab central té una decoració més acurada. Exteriorment presenta una cúpula sobre un tambor octogonal amb finestrons amb gelosies d'estuc.